# Sipanea biflora
Sipanea biflora är en måreväxtart som först beskrevs av Carl von Linné d.y., och fick sitt nu gällande namn av Adelbert von Chamisso och Diederich Franz Leonhard von Schlechtendal. Sipanea biflora ingår i släktet Sipanea och familjen måreväxter. Inga underarter finns listade i Catalogue of Life.